# Anna Melikova

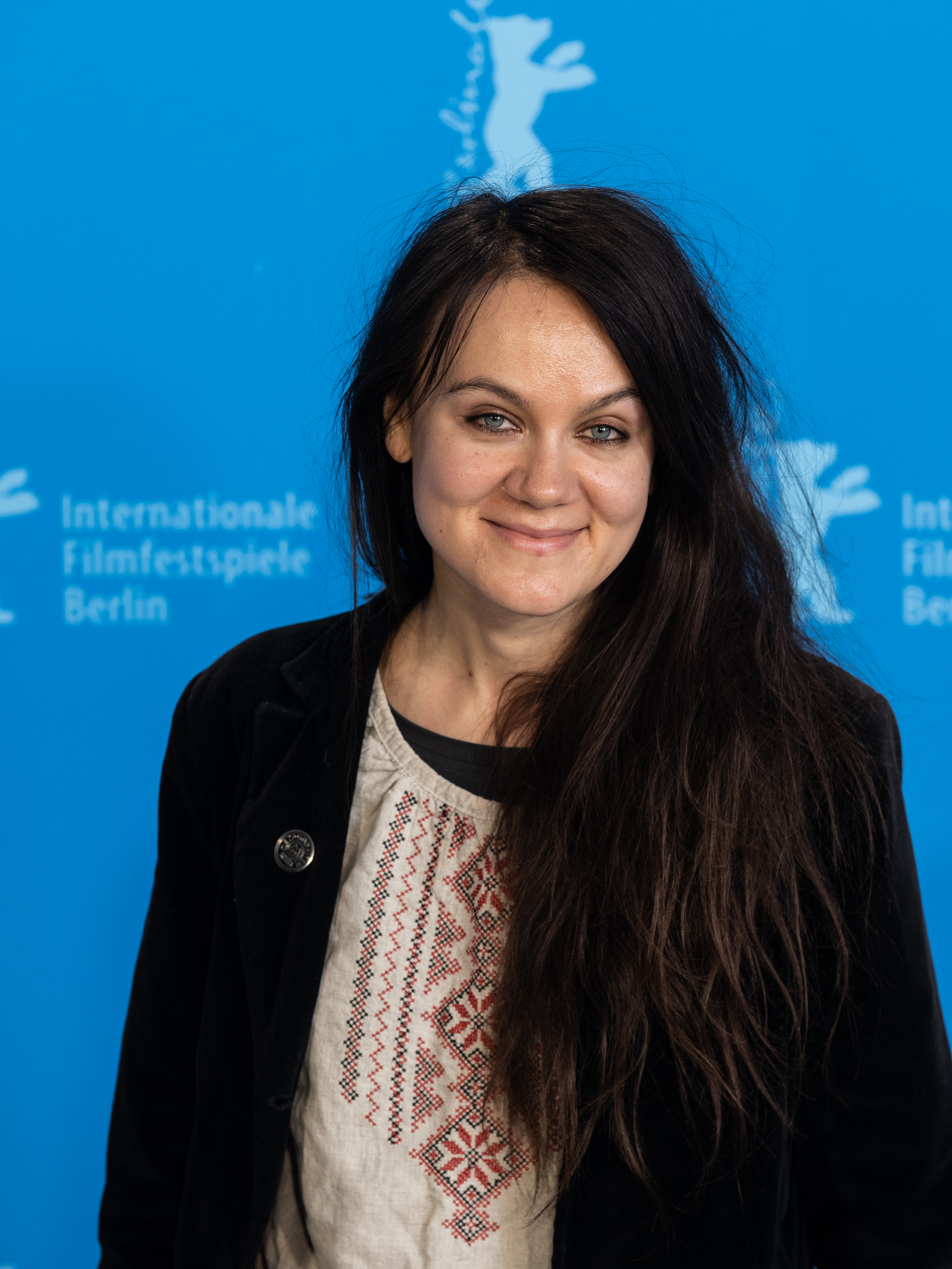
Anna Melikova bei der Berlinale 2022

Anna Melikova (* 1984 in Jewpatorija auf der Krim, Ukrainische Sozialistische Sowjetrepublik) ist eine ukrainische Schriftstellerin, Drehbuchautorin, Filmkritikerin und Kuratorin. Seit 2017 lebt sie in Berlin.

## Leben und Werk
Anna Melikova wurde 1984 in Jewpatorija auf der Krim geboren. Ihre Muttersprache ist Russisch. Nach einem Germanistikstudium an der Universität Kiew arbeitete Melikova als Filmkritikerin und Kuratorin in Moskau. Ihre Texte erschienen unter anderem bei Colta.ru und Seance.
2016 lernte die damals in Moskau lebende Melikova die deutsche Filmregisseurin Isabelle Stever kennen. Später heiratete Melikova, die seit 2017 in Berlin lebt, Stever. Melikova schrieb das Drehbuch für Stevers Spielfilm Grand Jeté, der 2022 auf der Berlinale uraufgeführt wurde. 2023 erhielt sie das Kompagnon Fellowship von Berlinale Talents für das deutsch-ukrainische Filmprojekt I Rarely Wake Up Dreaming, bei dem Melikova erneut das Drehbuch liefert und Stever Regie führt.
Im November 2024 erschien Anna Melikovas Debütroman Ich ertrinke in einem fliehenden See im Verlag Matthes & Seitz Berlin. Das ursprünglich auf Russisch verfasste Werk wurde von Christiane Pöhlmann ins Deutsche übersetzt. Die finale Fassung des Romans besteht aus einer überarbeiteten Version der deutschen Übersetzung, die die Autorin um Passagen in deutscher Sprache ergänzt hat. Das autofiktionale Werk erzählt von einer komplizierten queeren Liebesbeziehung im Kontext der politischen Entwicklungen vor dem russischen Angriffskrieg gegen die Ukraine. Der Roman thematisiert unter anderem weibliches Begehren, Identität und Emanzipation. Im Deutschlandfunk bezeichnete der Rezensent Uli Hufen die Coming-of-Age-Erzählung als „brillantes autofiktionales Debüt“. Im Jahr 2025 wurde ihr gemeinsam mit der Übersetzerin Christiane Pohlmann veröffentlichtes Buch Ich ertrinke in einem fliehenden See (Suhrkamp Verlag) für den internationalen Literaturpreis des Hauses der Kulturen der Welt nominiert und stand auf der Shortlist der Auszeichnung.
Melikova erklärte im Jahr 2024, nach dem russischen Überfall auf die Ukraine 2022 beschlossen zu haben, nicht mehr mit ihrer Muttersprache zu arbeiten, und in der Öffentlichkeit nicht mehr russisch zu sprechen.

## Werke

### Bücher
- Ich ertrinke in einem fliehenden See. Roman. Matthes & Seitz Berlin, 2024, ISBN 978-3-7518-0983-2 (aus dem Russischen übersetzt von Christiane Pöhlmann).

### Drehbücher
- Grand Jeté, Regie: Isabelle Stever, Deutschland 2022